# ジョゼ・マルコス・アウヴェス・ルイス
ゼ・マルコス（Zé Marcos）ことジョゼ・マルコス・アウヴェス・ルイス（ポルトガル語: José Marcos Alves Luis、1998年2月1日 - ）は、ブラジルのサッカー選手。ポジションはDF。

## クラブ歴
アトレチコ・パラナエンセの下部組織で選手になり、2012年から2013年にU-15、2014年から2015年にU-17に在籍した。2015年にトップチームに昇格、同年カンピオナート・パラナエンセでベンチ入りしたが起用されなかった。2016年はU-20に所属した。
2017年夏にセルビア・スーペルリーガのレッドスター・ベオグラードに加入。7月7日に4年契約を締結した。半年間レッドスターにいたが公式戦出場は無く、2018年1月に半年のレンタル移籍でFKラド・ベオグラードに移籍となった。ラドは彼の加入によって旧ユーゴスラビア圏外選手を5年ぶりに獲得ということになった。2月17日にプロ初出場。3月3日に初得点を記録した。

## 代表歴
U-15代表として2013 南米U-15選手権に参加。U-17代表としても2015 南米U-17選手権に参加し優勝、2015 FIFA U-17ワールドカップにも主将として臨んだ。

## プレースタイル
188cmの左利きのセンターバックである。当初は左サイドバックとしてサッカーを始めたが、その高さからセンターバックにコンバートされた。ポジション取りとヘディングに長けており、リーダーシップも持ち合わせている。また速さもあり攻撃的なインターセプトも行うプレーヤーである。